# Paso de los Andes
El Paso de los Andes fue un movimiento militar de gran valor estratégico durante la campaña de independencia de la Nueva Granada (actual Colombia) de 1819, en el cual el ejército independentista al mando de Simón Bolívar y Francisco de Paula Santander remontó la cordillera de los Andes, específicamente la rama Oriental de los Andes colombianos, para liberar a la Nueva Granada del dominio español. Es considerada una de sus acciones militares más destacadas y toda una proeza para los medios técnicos de la época.

## Historia
En junio de 1819, el ejército de Bolívar y Santander se dirigía hacia la provincia de Tunja (actual departamento de Boyacá), donde se encontraba el ejército realista al mando de José María Barreiro. En Tame, Bolívar y Santander tenían tres opciones para marchar sobre la ciudad de Tunja: la primera por la salina de Chita (el camino más corto y cómodo para la tropa, pero también el más custodiado por las tropas realistas debido a la amenaza que representaba Santander desde los llanos orientales), la segunda por Labranzagrande (para llegar a Sogamoso, donde se hallaba el cuartel realista), y la tercera por el páramo de Pisba (el camino más inhóspito, pero sin vigilancia española). Santander y  Bolívar decide tomar este camino por la ausencia de vigilancia,  pero sobre todo por la sorpresa que ocasionaría en las tropas españolas.
Decidieron Bolívar y Santander tomar el camino del páramo de Pisba, iniciando el ascenso a la cordillera el 22 de junio de 1819, el día 27 de junio antes del ascenso definitivo al Páramo de Pisba se da el Combate de Paya donde el coronel Antonio Arredondo triunfa junto a 300 llaneros del Casanare, está claro que la mayoría de los soldados, procedentes de los llanos de Colombia y Venezuela, no estaban aclimatados ni correctamente equipados con prendas para el frío; llevaron la peor parte, muriendo algunos en el camino, lo mismo que los caballos del ejército. Parque y provisiones debieron de ser abandonados por falta de animales para acarrearlos, El 5 de julio arribó la vanguardia al mando de Santander a la población de Socha, haciéndolo Bolívar al día siguiente con el resto del ejército y la retaguardia, cumpliendo así la azarosa travesía.

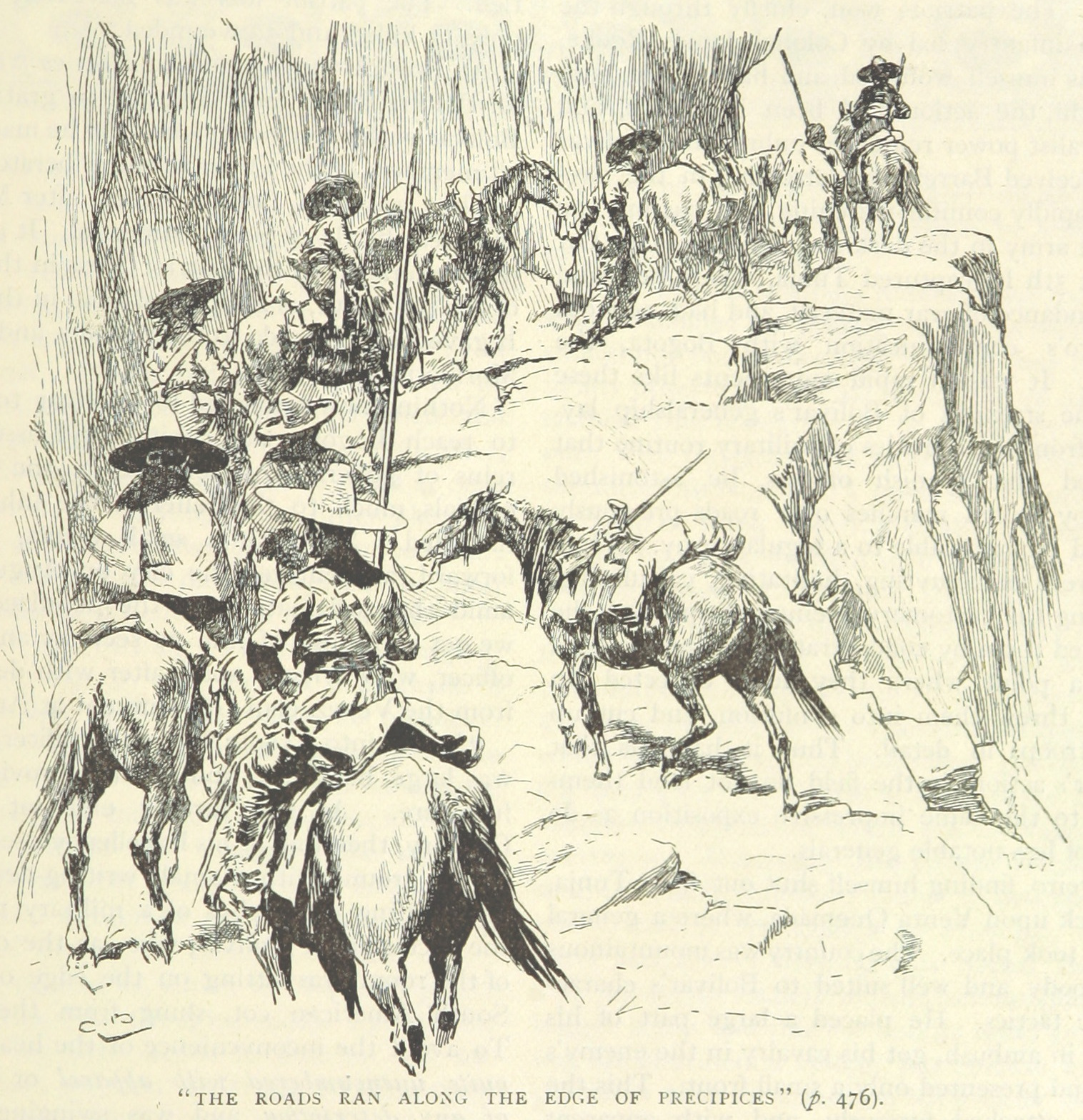
Tropas independentistas cruzando el Páramo.

Dos años antes (enero de 1817) José de San Martín había cruzado los Andes al frente del famoso Ejército de los Andes, con más de 5.000 hombres. Lo hizo a través de seis columnas que partieron desde la actual Argentina hacia Chile. Tras liberar este país avanzó hacia Lima, con una operación anfibia (terrestre y naval) que concluyó con la libertad de Perú. Su "Plan Continental" aspiraba a seguir avanzando desde el sur  para integrar sus fuerzas con las de Simón Bolívar al norte y erradicar el dominio español en América del Sur.